# Shōjo gahō
Le Shōjo gahō (少女画報) est un magazine shōjo généraliste, c'est-à-dire de la presse féminine japonaise dédiée à un public d'adolescentes. Édité par Tōkyō-sha comme revue sœur du Fujin Gahō, il est publié à un rythme mensuel à partir de 1912, proposant à ses lectrices des articles, nouvelles, illustrations, poèmes et mangas.
C'est dans ce magazine qu'ont débuté des artistes comme la romancière Nobuko Yoshiya avec Hana monogatari (1916-1924), l'illustrateur Kōji Fukiya en illustrant les nouvelles de Yoshiya ou encore la mangaka Toshiko Ueda avec Kamuro-san (かむろさん) en 1937.
Le magazine disparaît en 1942, absorbé par son concurrent Shōjo no tomo, car il ne peut faire face aux contraintes imposées par la guerre du Pacifique.